# Marco Prastaro
Marco Prastaro (Pisa, 8 dicembre 1962) è un vescovo cattolico italiano, dal 16 agosto 2018 vescovo di Asti.

## Biografia
È nato a Pisa, città capoluogo di provincia e sede arcivescovile, l'8 dicembre 1962.

### Formazione e ministero sacerdotale
Dopo le scuole superiori, ha studiato presso il seminario di Torino.
Il 22 maggio 1988 è stato ordinato presbitero dal cardinale Anastasio Alberto Ballestrero.
Dopo l'ordinazione è stato viceparroco alla chiesa collegiata dei Santi Pietro e Paolo di Carmagnola, dal 1988 al 1994, quando è stato trasferito a Torino: dapprima alla parrocchia dei Santi Pietro e Paolo, poi, nel 1996, alla parrocchia di Gesù Operaio.
Nel 1999 si è recato in missione in Kenya come sacerdote fidei donum presso la parrocchia di Lodokeje; nel 2006 è diventato vicario generale della diocesi di Maralal.
Nell'ottobre 2011 è rientrato nell'arcidiocesi di Torino; il 1º febbraio 2012 è divenuto delegato per i sacerdoti stranieri, mentre dal settembre 2012 al settembre 2017 ha svolto i ruoli di parroco di Sant'Ignazio di Loyola in Torino e di direttore dell'ufficio missionario diocesano; è stato anche, dal 1º settembre 2016, vicario episcopale territoriale della città di Torino. Dal 1º settembre 2017 ha ricoperto l'incarico di moderator curiæ. È stato, inoltre, membro del consiglio presbiterale, del collegio dei consultori e del consiglio di presidenza della fondazione Missio.

### Ministero episcopale
Il 16 agosto 2018 papa Francesco lo ha nominato vescovo di Asti; è succeduto a Francesco Guido Ravinale, dimissionario per raggiunti limiti di età. Il 21 ottobre ha ricevuto l'ordinazione episcopale, nella cattedrale di Asti, da Cesare Nosiglia, arcivescovo di Torino, co-consacranti Francesco Guido Ravinale, suo predecessore ad Asti, e Virgilio Pante, vescovo di Maralal. Durante la stessa celebrazione ha preso possesso della diocesi.

## Genealogia episcopale
La genealogia episcopale è:
- Cardinale Scipione Rebiba
- Cardinale Giulio Antonio Santori
- Cardinale Girolamo Bernerio, O.P.
- Arcivescovo Galeazzo Sanvitale
- Cardinale Ludovico Ludovisi
- Cardinale Luigi Caetani
- Cardinale Ulderico Carpegna
- Cardinale Paluzzo Paluzzi Altieri degli Albertoni
- Papa Benedetto XIII
- Papa Benedetto XIV
- Papa Clemente XIII
- Cardinale Bernardino Giraud
- Cardinale Alessandro Mattei
- Cardinale Pietro Francesco Galleffi
- Cardinale Giacomo Filippo Fransoni
- Cardinale Carlo Sacconi
- Cardinale Edward Henry Howard
- Cardinale Mariano Rampolla del Tindaro
- Cardinale Gennaro Granito Pignatelli di Belmonte
- Cardinale Pietro Boetto, S.I.
- Cardinale Giuseppe Siri
- Cardinale Giacomo Lercaro
- Vescovo Gilberto Baroni
- Cardinale Camillo Ruini
- Arcivescovo Cesare Nosiglia
- Vescovo Marco Prastaro